# Kraylongottine
Kraylongottine /people at the end of the willows/, jedna od skupina Nahane Indijanaca, koji su živjeli između rijeke Mackenzie i jezera Willow na teritoriju Mackenzie u Kanadi. Totem im je bio vidra.
Spominje ih Petitot kao Kkra-lon-Gottinè i Kkpay-lon-Gottinè.